# Anatolij Sevasťjanov
Anatolij Alexandrovič Sevasťjanov (rusky  Анатолий Александрович Севастьянов, 25. září 1931, Izoplit Tverská oblast – 2015 Moskva) byl ruský a sovětský spisovatel, fotograf a biolog.

## Život
Jeho otec i dědeček byli oba vášnivými lovci, což ovlivnilo volbu jeho povolání. Roku 1956 ukončil v Moskvě studium na Kožešnickém institutu a poté pracoval jako biolog a myslivec v různých loveckých organizacích a organizacích pro ochranu zvěře v Ťumenské a Kostromské oblasti, na Sibiři a na Kamčatce. Věnoval se průzkumu míst pro vypuštění barguzinského sobola, bobra, amerického norka a dalších zvířat do volné přírody. Celý život se zajímal o fotografii a o focení zvířat. Mnoho let pracoval v časopise Охота и охотничье хозяйство (Myslivost a myslivecké hospodářství), byl členem redakční rady almanachu Охотничьи просторы (Lovecké prostory) a vydal několik knih. Žil v Moskvě.

## Dílo
- Дикий урман (1966, Divoký les), příběh dvou lidí ztracených v tajze.
- Мой знакомый медведь (1980, Můj známý medvěd), česky jako Za medvědem na Kamčatku.
- Лесные происшествия (1990, Lesní příběhy), povídky.

## Česká vydání
- Za medvědem na Kamčatku, Albatros, Praha 1986, přeložila Stáňa Síbrtová.